# Prosoplus strandiellus
Prosoplus strandiellus là một loài bọ cánh cứng trong họ Cerambycidae.